# (3690) Larson
(3690) Larson est un astéroïde de la ceinture principale.

## Description
(3690) Larson est un astéroïde de la ceinture principale. Il fut découvert le 3 août 1981 à la station Anderson Mesa par Edward L. G. Bowell. Il présente une orbite caractérisée par un demi-grand axe de 2,25 UA, une excentricité de 0,17 et une inclinaison de 5,0° par rapport à l'écliptique.
Il est nommé d'après le planétologue américain Stephen M. Larson.

## Compléments